# Campolongo (Kalabrien)
Campolongo ist der kleinste Ortsteil der italienischen Gemeinde Isola di Capo Rizzuto in der Provinz Crotone.
Der Ortsteil liegt etwa 9 km westlich des Hauptortes auf 93 m ü. NHN auf einer Anhöhe an der SS106. Etwa 5 km südlich liegt der Ortsteil Le Castella. Im Ortsteil leben rund 50 Einwohner.
Koordinaten: 38° 56′ N, 17° 0′ O